# Eberhard Zwirner
Eberhard Zwirner (* 11. Oktober 1899 in Löwenberg, Provinz Schlesien; † 11. Juli 1984 in Schapdetten) war ein deutscher Psychiater und Sprachforscher (Phonetiker).

## Leben
Nach Studium in Breslau und Berlin promovierte er 1924 zum Dr. med. und 1925 zum Dr. phil. (Zum Begriff der Geschichte. Eine Untersuchung über die Beziehungen der theoretischen zur praktischen Philosophie).
1924 wurde Zwirner Assistent an der Universitäts-Nervenklinik in Breslau, danach Oberarzt an der Universitäts-Nervenklinik in Münster und seit 1928 war er Abteilungsleiter am Kaiser-Wilhelm-Institut für Hirnforschung in Berlin (Bis 1939 leitete er dort die Forschungsabteilung für Sprachkranke, wo er unter anderem „die erblichen und rassischen Faktoren des Sprechens“ bei Geisteskranken und Sprachgestörten untersuchte).
1932 gründete er das Deutsche Spracharchiv, dessen Direktor er bis 1971 war. 1940 wurde er Direktor des Deutschen Spracharchivs in Braunschweig, das als Deutsches Sprachinstitut, KWI für Phonometrie in die Kaiser-Wilhelm-Gesellschaft übernommen wurde. Während der Zeit des Nationalsozialismus arbeitete er außerdem als Sanitätsführer bei der Sturmabteilung (SA), bis er, nachdem er am Kaiser-Wilhelm-Institut für Hirnforschung gegen Oskar Vogt Unterschriften gesammelt und gegen Berthold Ostertag polemisiert hatte, mit Ostertag als „niemals tragbar“ aus der SA ausgeschlossen wurde und war ab 1941 Mitarbeiter am Institut für Deutsche Ostarbeit im Generalgouvernement unter Hans Frank sowie Beratender Militärpsychiater der Heeresgruppe Nord.
In der aus der Kaiser-Wilhelm-Gesellschaft hervorgegangene Max-Planck-Gesellschaft war Zwirner 1948 bis zur Ausgliederung 1949.
1950 habilitierte er sich in Göttingen. Seit 1950 war Zwirner Privatdozent der Phonetik an der Universität Göttingen. Seine Venia legendi hat er 1954 zurückgegeben. 1956 erfolgte eine weitere Habilitation in Münster, wo er ab 1958 außerplanmäßiger Professor wurde und zudem Direktor des Instituts für Phonometrie der Universität Münster. Außerdem erhielt er die Leitung des Deutschen Sprach-Instituts in Schapdetten-Münster. Im Jahr 1963 wechselte Zwirner an die Universität Köln und erhielt dort 1964 als ordentlicher Professor den Lehrstuhl für Phonetik und Phonologie. 1969 wurde er emeritiert. Seit 1970 war er korrespondierendes Mitglied der Bayerischen Akademie der Wissenschaften. Er war Vater des Kunsthändlers Rudolf Zwirner und des Chirurgen Ruprecht Zwirner.

## Wissenschaftliches Werk
Seit 1927 entwickelte er mit dem Mathematiker Kurt Zwirner (nicht verwandt) die Phonometrie. Er sah sich selbst als Begründer eines deutschen Strukturalismus.
Eberhard Zwirner ist zusammen mit Kurt Zwirner ein Entdecker eines Sprachgesetzes der Quantitativen Linguistik: des Textblockgesetzes. Die Hypothese war, dass Laute in Textblöcken sich dem „Gesetz der kleinen Zahl“ gemäß verhalten, ein anderer Ausdruck für die Poisson-Verteilung. Man teilt dazu einen längeren Text in Blöcke gleicher Länge ein und untersucht dann, in wie vielen dieser Textblöcke eine bestimmte Spracheinheit keinmal, einmal, zweimal usw. vorkommt. Zwirner und Zwirner konnten ihre Hypothese anhand von Lautuntersuchungen untermauern. In der Nachfolge belegen andere Autoren immer wieder, dass Einheiten verschiedenster Art, also nicht nur Laute, sich bei solchen Untersuchungen ganz entsprechend der Poisson-Verteilung oder anderer ähnlicher Modelle verhalten (Textblockgesetz).
Zwirner gehört u. a. mit dieser Entwicklung zu den frühesten Autoren, die für ein sprachliches Phänomen ein mathematisch formuliertes Gesetz entwickelt haben. Es hat sich vielfach bewährt. Zwirner ist damit einer der Pioniere der modernen Quantitativen Linguistik, neben George Kingsley Zipf, der etwa gleichzeitig Sprachgesetze entdeckte.
Zwirner war Herausgeber der Phonometrischen Forschungen (4 Bde., 1936 ff.), des Archivs für vergleichende Phonetik und des Archivs für Sprach- und Stimmphysiologie (1937–47).
Außerdem verfasste er zusammen mit Kurt Zwirner Grundfragen der Phonometrie (1936), 2., erweiterte und verbesserte Auflage 1966 (als Teil I von Zwirner & Ezawa 1966–1969).
Mittels einer Unterdruckkammer der Luftwaffe untersuchte Zwirner im Jahr 1941 psychische Störungen und Sprachstörungen, wie sie „bei Sauerstoffmangel in großer Flughöhe auftreten“. Die Unterdruckkammer wurde anschließend im KZ Dachau eingesetzt.
Eberhard Zwirner ist auch der Urheber des Korpus Deutsche Mundarten, das über das Archiv für gesprochenes Deutsch für wissenschaftliche Zwecke zur Verfügung gestellt wird.

## Schriften
- Deutsches Spracharchiv 1932-1962. Geschichte, Aufgaben und Gliederung, Bibliographie. Münster 1962.
- als Hrsg. mit Kennosuke Ezawa: Phonometrie, Erster-Dritter Teil. Karger, Basel / New York 1966, 1968, 1969.
- mit Kurt Zwirner: Lauthäufigkeit und Zufallsgesetz. In: Forschungen und Fortschritte 11, Nr. 4, 1935, 43–45. (Auch in: Zwirner & Ezawa (Hrsg.), Dritter Teil: 55–59.)
- mit Kurt Zwirner: Grundfragen der Phonometrie. Metten, Berlin 1936. (2. Auflage als Zwirner & Ezawa (Hrsg.) Teil I, 1966)
- mit Kurt Zwirner: Lauthäufigkeit und Sprachvergleichung. In: Monatsschrift für höhere Schulen 37, 1938, 246–253. (Auch in: Zwirner & Ezawa (Hrsg.), Dritter Teil, 68–74.)

## Festschriften – Gedächtniskolloquium
- Hermann Bluhme (Redaktion): Sprachen, Zuordnung, Strukturen – Festgabe seiner Schüler für Eberhard Zwirner-. Nijhoff, Den Haag 1965.
- Kennosuke Ezawa & Karl H. Rensch (Hrsg.) unter Mitwirkung von Wolfgang Bethge: Sprache und Sprechen. Festschrift für Eberhard Zwirner zum 80. Geburtstag. Niemeyer, Tübingen 1979.
- Herbert Pilch & Helmut Richter (Hrsg.): Theorie und Empirie in der Sprachforschung (Festschrift für Eberhard Zwirner zum 70. Geburtstag gewidmet). Karger, Basel u. a. 1970. (Enthält eine Liste der Werke Zwirners.)
- Hermann Bluhme (Hrsg.): Beiträge zur quantitativen Linguistik: Gedächtniskolloquium für Eberhard Zwirner, Antwerpen, 9.–12. April 1986. Narr, Tübingen 1988, ISBN 3-87808-697-0.